# Bmibaby
Bmibaby (zapis stylizowany: bmibaby.com) – zlikwidowana brytyjska tania linia lotnicza, spółka-córka linii lotniczej BMI British Midland, utworzona w styczniu 2002 a zlikwidowana 9 września 2012 roku. W Wielkiej Brytanii Bmibaby reklamowała się kontrowersyjną reklamą z małym dzieckiem.

## Historia
Linia została złożona w 2002 roku. W fazie największego rozwoju, dysponowała flotą czternastu Boeingów 737-300 i -500. Firma zatrudniała ponad 400 pracowników. Główne bazy znajdowały się w Birmingham i East Midlands, operując do 42 portów lotniczych. W 2011 roku linie przewiozły 2,2 mln pasażerów. Ostatni lot w barwach Bmibaby wykonano 9 września 2012 roku. 
Trzykrotnie czytelnicy „The Daily Telegraph” przyznali Bmibaby tytuł „Best No Frills Airline” (najlepsza linia lotnicza bez udogodnień).

## Połączenia
- Wielka Brytania: Manchester, Cardiff, East Midlands, Birmingham, Norwich, Durham Tees Valley, Londyn Heathrow, Leeds Bradford, Jersey, Newquay, Belfast, Aberdeen, Inverness, Glasgow, Edynburg,
- Francja: Marsylia, Bordeaux, Lille, Paryż-CDG, Nicea
- Włochy: Rzym-Fiuminicio, Wenecja
- Portugalia: Lizbona, Faro
- Holandia: Amsterdam, Groningen, Esbjerg
- Irlandia: Dublin, Knock, Cork
- Norwegia: Kristiansand
- Belgia: Bruksela
- Hiszpania: Alicante, Ibiza, Malaga, Palma de Mallorca, Murcia, Barcelona
- Czechy: Praga
- Dania: Kopenhaga
- Polska: Kraków, Poznań

## Sponsoring
Przedsiębiorstwo było sponsorem brytyjskich rozgrywek hokeja na lodzie Elite Ice Hockey League.